# Johann von Neuhoff
Johann von Neuhoff (* unbekannt; † 12. Februar 1651 in Peine) war ein römisch-katholischer Geistlicher, Domherr in Hildesheim und Münster sowie Drost in Peine.

## Leben
Johann von Neuhoff wurde als Sohn des jülichschen Oberküchenmeisters Stefan Neuhoff zu Horstmar und dessen Gemahlin Magrarethe von Canstein zu Canstein geboren. Mit dem Erhalt der Tonsur am 17. Januar 1602 wurde er auf ein geistliches Leben vorbereitet. Am 25. November 1616 empfing er die Niederen Weihen und wurde kurz darauf Subdiakon.
Am 4. Juni 1626 wurde Johann Domherr in Hildesheim und nahm mit der Aufschwörung auf die Geschlechter Neuhoff, Quadt, Canstein und Münster am 25. Juni ein frei gewordenes münsterisches Kanonikat in Besitz. Am 10. Mai 1642 war Johann auch Drost in Peine und wurde vom Kurfürsten Ferdinand zu Verhandlungen mit Braunschweig-Lüneburg und Hessen gesandt. Johann war auch im Besitz des Archidiakonats Stadtlohn.